# Суринамская кухня

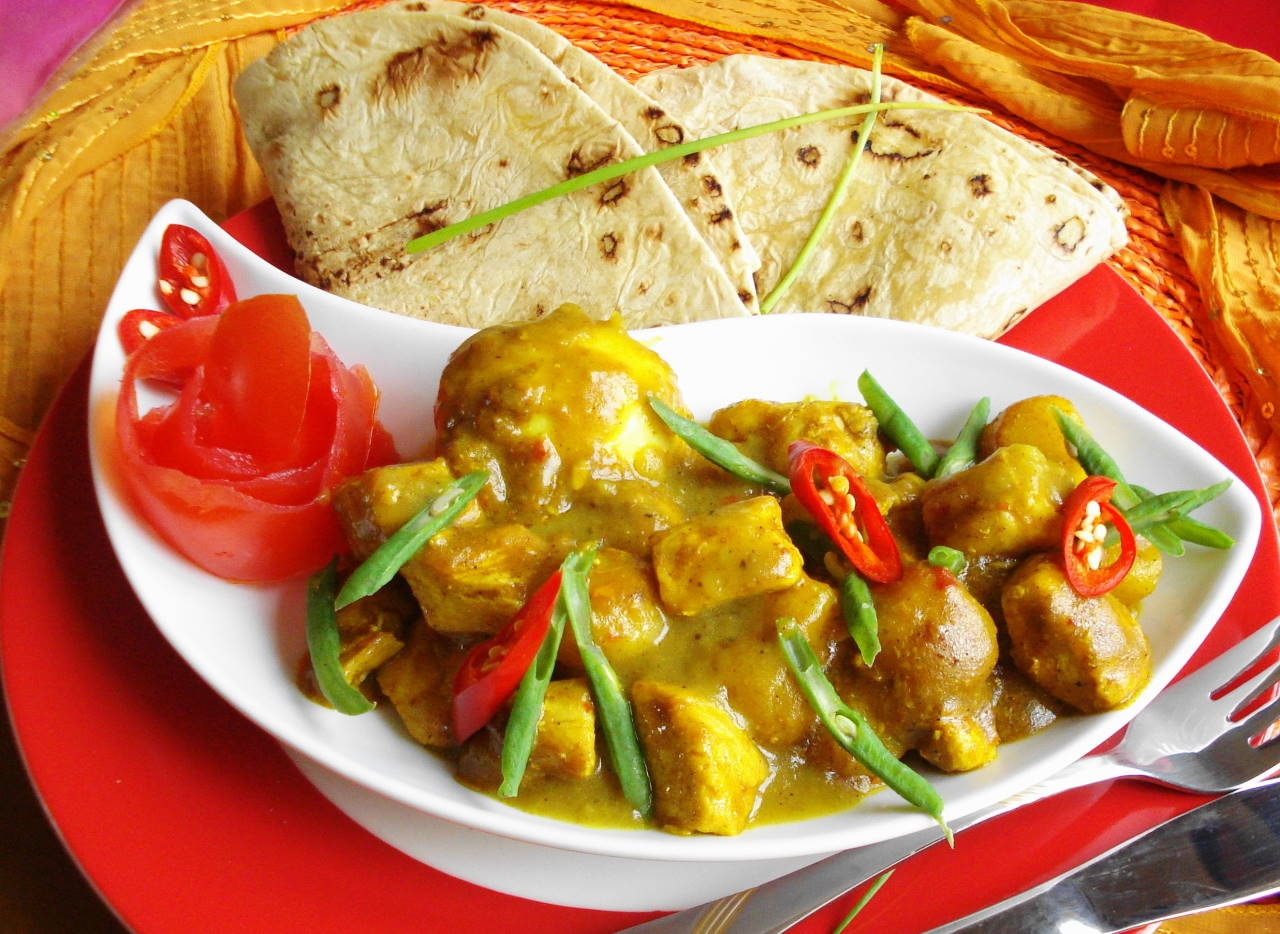
Лепёшка роти с масалой — суринамским карри со специями, такими, как кориандр, тмин, куркума, горчица, перец и другими пряностями.

Суринамская кухня (нидерл. Surinaamse keuken) — традиционная кухня, распространённая в Суринаме и за пределами страны в Нидерландах. Сформировалась под влиянием национальных индейской, африканской, индонезийской, китайской, нидерландской, еврейской, португальской и индийской кухонь; по этой причине отличается многообразием блюд и продуктов, которые используют для их приготовления.
Для суринамской кухни характерны импровизация и постоянное смешение различных ингредиентов национальных кухонь, что ведёт к появлению новых блюд.

## Продукты
Главными продуктами суринамской кухни являются рис и лепёшка-роти. Из овощей часто используют клубни маланги и маниока, спаржу, абельмош и баклажан. Также часто в суринамской кухне встречаются блюда из курятины, солонины, вяленой и сушеной рыбы. Морские и речные продукты представлены рыбой-волком, хоплостернумом (кви-кви) и костлявой трахирой (патака), а также креветками. Среди специй большой популярностью пользуется перец Мадам Жанетт.

## Блюда
Для суринамской кухни, несмотря на обязательное первое блюдо — горячий суп (саото, тайер), который едят дважды в день — на обед и на ужин, характерно наличие большого числа закусок. Среди последних популярны бара (пироги из жареных бобов), пхулаури (закуска из жёлтого гороха), жаренные куриные ножки, нидерландские пафнкюхены (блинчики), кей-лапис (слоёный пирог), чипсы из банана и маниока. Гарниром ко второму блюду, отличающемуся пряным вкусом, как правило служат, арахисовый соус, соленья, жареные бананы с различными специями и свежими травами. Блюдом, которое подают к праздничному столу, является пирог пом. Среди напитков популярны лимонады со льдом и суринамское пиво.

## Общепит
Любовь суринамцев к перекусам является причиной наличия в этой стране многочисленных закусочных и ресторанов. Суринамские блюда с традиционными яванскими компонентами (лапшу по-явански, наси-кун, саото, кей-лапис, чипсы из маниока, кокосовый напиток дават) можно попробовать в варунгах. В роти-шопс продают индийские лепёшки роти, наполненные гороховым или картофельным пюре, с овощами, курицей или мясом и суринамской масалой. В ресторанчиках ому можно попробовать суринамские блюда с китайскими компонентами (лапша схаун-мейн, мясное блюдо мокси-мети и наси-горенг). Об отношении суринамцев к кухне хорошо говорит местная пословица: «Полному желудку сердце радуется».